# 蕨形角海葵
蕨形角海葵（学名：Cerianthus filiformis）为角海葵科角海葵属的动物。分布于澳大利亚、菲律宾、美国、日本以及沿海等，常栖息于海滩高潮线泥沙中的鞘管内。